# Аполейкон Тауншип (округ Сасквегенна, Пенсільванія)
Аполейкон Тауншип (англ. Apolacon Township) — селище (англ. township) в США, в окрузі Сасквегенна штату Пенсільванія. Населення — 426 осіб (2020).

## Демографія
Згідно з переписом 2010 року, у селищі мешкало 500 осіб у 204 домогосподарствах у складі 149 родин. Було 290 помешкань
Расовий склад населення:
| - 98,4 % — білих - 0,6 % — азіатів - 0,4 % — корінних американців - 0,4 % — чорних або афроамериканців |

До двох чи більше рас належало 0,2 %. Частка іспаномовних становила 1,0 % від усіх жителів.
За віковим діапазоном населення розподілялося таким чином: 19,6 % — особи молодші 18 років, 63,4 % — особи у віці 18—64 років, 17,0 % — особи у віці 65 років та старші. Медіана віку мешканця становила 46,3 року. На 100 осіб жіночої статі у селищі припадало 100,0 чоловіків;  на 100 жінок у віці від 18 років та старших — 106,2 чоловіків також старших 18 років.
Середній дохід на одне домашнє господарство  становив 67 252 долари США (медіана — 64 250), а середній дохід на одну сім'ю — 83 473 долари (медіана — 72 386). За межею бідності перебувало 5,7 % осіб, у тому числі 0,0 % дітей у віці до 18 років та 12,9 % осіб у віці 65 років та старших.
Цивільне працевлаштоване населення становило 215 осіб. Основні галузі зайнятості: освіта, охорона здоров'я та соціальна допомога — 26,5 %, будівництво — 14,4 %, виробництво — 14,0 %.